# Marvel Mighty Heroes
Marvel Mighty Heroes es un videojuego de rol de acción desarrollado y publicado por DeNA para Android, iOS. Está basado en el universo de cómics de Marvel Comics. Fue lanzado el 18 de marzo de 2015 para Android y el 31 de marzo de 2015 para iOS.

## Sinopsis
La acción de Marvel Mighty Heroes tiene lugar en el universo Marvel. El objetivo del juego es proteger este mundo extraordinario del ejército misterioso y mecanizado. Los jugadores controlan a los famosos héroes y villanos de los cómics (como Spider-Man, Iron Man, Daredevil, Capitán América, Hulk y Thor) y trabajan juntos en enfrentamientos dinámicos con docenas de enemigos.

## Jugabilidad
Marvel Mighty Heroes es un juego de acción táctica con perspectiva isométrica en 3D en un estilo caricaturizado.
El sistema de juego permite controlar a tres personajes de forma simultánea. Antes de cada batalla se tiene que elegir cuáles tres superhéroes se quiere llevar al combate, eligiendo de entre todos los que se tenga desbloqueados (se empeza con Hulk, Iron Man y Gamora). Una vez haya comenzado la acción, nos bastará con pulsar sobre el retrato de cualquiera de ellos para cambiar de personaje.
El modo de juego principal es el cooperativo para cuatro jugadores. En esta modalidad de juego, los jugadores tendrán 45 segundos para intentar aniquilar a más enemigos que el resto de jugadores. Para ello podrán utilizar todas las habilidades especiales de sus personajes.

## Recepción
Tom Christiansen de Gamezebo escribió: "Marvel Mighty Heroes es un juego de acción vertical decente que está repleto de héroes de Marvel, pero se ve frenado por su repetición, facilidad de juego y estructura IAP".
Jenniffer Allen de 148Apps escribió: "Marvel Mighty Heroes es un MOBA simple que carece de mucha emoción".